# Iorihöglandet
Iorihöglandet (georgiska: ივრის ზეგანი, Ivris zegani) är ett höglandsområde i östra Georgien och västra Azerbajdzjan. Det ligger mellan floderna Kura och Alazani, och genomkorsas av floden Iori. Höjden är cirka 200–900 meter, med Sjirakislätten (შირაქის ვაკე) i den östra och lägre delen.